# Punta Cadena
Punta Cadena (spanisch) ist eine Landspitze an der Loubet-Küste des Grahamlands im Norden der Antarktischen Halbinsel. Im Südwesten der Arrowsmith-Halbinsel liegt sie am Übergang vom Laubeuf-Fjord zum Lawrence Channel vor den Haslam Heights.
Argentinische Wissenschaftler benannten sie. Der weitere Benennungshintergrund ist nicht überliefert.